# Nicolae Oblu
Nicolae Oblu (n. 7 august 1912, Oltenița, județul Ilfov (interbelic) – d. 8 august 1995, Iași) a fost un medic neurochirurg, profesor universitar la Facultatea de Medicină din Iași.

## Biografie
Nicolae Oblu a absolvit Liceul „Constantin Alimășteanu” în 1932, urmând apoi cursurile Facultății de Medicină din Iași, absolvind-o în anul 1938 și susținând, în 1940, teza de doctor în medicină și chirurgie cu titlul „Corelațiuni între calibrul vaselor hrănitoare sau funcționale și masa totală a organelor pe care le deservesc”. Începând cu 1943 s-a format ca neurochirurg sub îndrumarea profesorului Alexandru Moruzi, primul neurochirurg din Iași, la Spitalul „Caritatea” și în Serviciului de Neurochirurgie de la Spitalului Socola.
În 1951, grație reformei organizatorice a spitalelor, Serviciul de Neurochirurgie de la Socola se reînființează (director al spitalului fiind profesorul Leon Ballif) și Nicolae Oblu îi urmează profesorului Moruzi la conducerea serviciului, reorganizându-l și dezvoltându-l. Sprijinit de conducerea Institului de Medicină din Iași, rector fiind Oscar Franche, eforturile sale în dezvoltarea neurochirurgiei ieșene sunt încununate de succes prin inaugurarea, la 14 octombrie 1972, a primului spital de neurochirurgie din România.
Nicolae Oblu a fost distins în 1973 cu titlul de „medic emerit” și a fost ales membru al Academiei de Științe Medicale din România în 1994.

## Distincții
- Ordinul „Steaua Republicii Populare Romîne” clasa a IV-a (10 august 1964) „pentru merite deosebite în opera de construire a socialismului, cu prilejul celei de a XX-a aniversări a eliberării patriei”[5]
- Ordinul „Meritul Științific” clasa a III-a (16 decembrie 1972) „pentru merite deosebite în opera de construire a socialismului, cu prilejul aniversării a 25 de ani de la proclamarea Republicii”[6]

## In memoriam
Spitalul de Neurochirurgie din Iași poartă numele de Spitalul Clinic de Urgență „Prof. Dr. Nicolae Oblu”.

## Legăturie externe
- Neurochirurgul Nicolae Oblu, 11 august 2012, Evenimentul Regional al Moldovei